# Classificació facetada
El sistema de classificació facetada permet representar una matèria o tema combinant els conceptes que representen diferents aspectes (facetes) d'aquesta. La classificació de qualsevol objecte d'informació es converteix així en un procés analític-sintètic en el qual després d'identificar els conceptes que formen part d'una matèria (fase d'anàlisi) es crea un codi unint les notacions que corresponen a cadascun d'ells respectant la sintaxi del sistema (fase de síntesi). La primera classificació d'estructura facetada va ser la Classificació Ranganathan de S.R. Ranganathan.

## Estructura i ús
La utilització en el camp de la Documentació de les classificacions facetades està directament lligada a les insuficiències de les classificacions jeràrquiques (monojeràrquiques). Enfront de l'enumeració temàtica dels sistemes jeràrquics, els facetats es basen en el principi que qualsevol matèria complexa es pot dividir en conceptes simples. Aquest principi s'aplica a cadascun dels dominis coberts pel sistema (classes principals) que d'aquesta forma queden dividits en grups de conceptes simples que comparteixen un atribut o propietat comuna. Cadascun d'aquests grups es denomina faceta. Els conceptes agrupats en cada faceta s'organitzen de forma jeràrquica, reflectint relacions paradigmàtiques (gènere/espècie, tot/part).
D'aquesta forma, qualsevol matèria queda descomposta en els seus elements constitutius que, combinats entre si i units al moment de procedir a la classificació d'un document concret, aconsegueixen una adaptació precisa a cada tema particular. La seva estructura és analítica, les matèries van a definir-se per una combinació d'atributs gràcies al procés d'anàlisi-síntesi, evitant així les enumeracions repetitives dels sistemes jeràrquics.
El codi que representa una matèria no està determinat a priori, es construeix al moment de la classificació unint les notacions que identifiquen els conceptes en cadascuna de les facetes. Per això, en aquests sistemes és fonamental establir una sintaxi precisa que identifiqui cada faceta, que especifiqui les relacions entre elles i que reguli l'ordre de citació per evitar que un mateix tema estigui representat per codis diferents.
Per exemple, Ranganathan va proposar tres tipus bàsics de facetes que aplicades a qualsevol camp del coneixement (BC) donen lloc a grups de conceptes ben diferenciats: Personalitat [P], Matèria [M] i Energia [I]. A més, existeixen dues facetes universals aplicables a qualsevol disciplina: Espai [S] i Temps [T]. Utilitzant aquest sistema, la matèria Classificació de llibres a les biblioteques infantils espanyoles al segle XX quedaria representada per aquest codi 2,61;43:51.541’N, que és el resultat de combinar les notacions dels següents conceptes:
| Classe (BC)      | Biblioteconomia 2         |
| Personalitat [P] | Biblioteques infantils 61 |
| Matèria [M]      | Llibres 43                |
| Energia [I]      | Classificació 51          |
| Espai [S]        | Espanya 541               |
| Temps [T]        | Segle XX                  |

I d'utilitzar aquesta sintaxi: (BC), [P] ; [M]: [I]. [S] ‘ [T]

## Avantatges
Entre els avantatges de les classificacions facetades està que participen de les característiques dels llenguatges relacionals i, gràcies a la combinació, permeten expressar un concepte amb major precisió i menor quantitat d'elements. A més aquesta circumstància pot aprofitar-se per a aïllar els conceptes al moment de la recuperació, la qual cosa les ha convertit en eines potencialment molt útils per a recuperar informació a la Web. La flexibilitat d'aquests sistemes també contribueix al fet que s'adaptin millor a la renovació de conceptes a qualsevol àrea de coneixement, sense que això suposi la renovació de l'estructura bàsica del sistema.
Des del punt de vista teòric, la classificació facetada trenca amb la restricció que imposava a la classificació tradicional la relació jeràrquica vertical: combinant termes per expressar matèries compostes, introdueix noves relacions lògiques entre ells, reflectint molt millor la complexitat de qualsevol domini del coneixement. En realitat, la seva importància es deu més a la influència que han tingut els seus plantejaments en els treballs sobre teoria de la classificació i en l'elaboració de tesaurus que en la implantació dels grans sistemes que la van prendre com a base estructural. En aquest sentit, destaquen els treballs que es van realitzar en el marc de les activitats del Classification Research Group.